# Айбель, Йозеф Валентин
Йозеф Валентин Себастьян Айбель (нем. Josef Valentin Sebastian Eybel; 3 марта 1741[…], Вена — 30 июня 1805[…], Линц, эрцгерцогство Австрия над Энсом или Вена) — австрийский религиозный деятель, богослов, юрист и публицист.

## Биография
Йозеф Валентин Айбель сперва обучался у иезуитов, затем изучал право, с 1773 года экстраординарный, с 1777 года ординарный профессор церковного права в Венском университете, однако уже в 1779 году подал в отставку в связи с расхождениями во взглядах с официальной позицией католической церкви по ряду вопросов: как сторонник идей Йозефа Антона Риггера, Айбель выступал против церковного регулирования мирской жизни, за реформу монастырей и т. д. 
С 1787 года работал в Линце, с 1797 года советник в Инсбруке, затем вновь вернулся в Линц в должности ландрата.
Публицистика Айбеля, лежавшая в русле взглядов и государственной практики императора Иосифа II, привела к его отлучению от католической церкви. Особенной известностью пользовалась серия памфлетов Айбеля «Что есть священник?», «Что есть епископ?», «Что есть отпущение грехов?» и «Что есть папа?» — последний в 1790 году был запрещён цензурой, однако был переведён на сербский Михаилом Максимовичем (и также запрещён).